# 24-та танкова дивизия (Вермахт)
24-та танкова дивизия е една от танковите дивизии на Вермахта по време на Втората световна война.

## История
24-та танкова дивизия е сформирана през февруари 1942 г. от 1-ва кавалерийска дивизия. След реорганизация и екипиране е изпратена на Източния фронт, където става част от група армии „Юг“. По време на битката при Сталинград дивизията е обкръжена и унищожена. През март и април 1943 г. тя е сформирана отново в Нормандия, Франция. През август същата година е прехвърлена в северна Италия. През октомври 1943 г. е прехвърлена отново в южния сектор на Източния фронт. Понася тежки загуби по време на боевете западно от Киев. През февруари 1944 г. е спомената в официално комюнике за отлично представяне. През март същата година отново понася тежки загуби по време на отстъплението по протежението на Днепър. През юли 1944 г. участва в тежки боеве в Полша, част от съветската лятна офанзива. През октомври е прехвърлена в Унгария, където участва в боевете край Дебрецен, а между декември 1944 и януари 1945 г. в Словакия. След това е прехвърлена в Западна Прусия, изтегля се към Шлесвиг-Холщайн, а през май 1945 г. се предава на британските войски.

## Командири
- Генерал от кавалерията Курт Фелт – (28 ноември 1941 – 15 април 1942 г.)
- Генерал на танковите войски Бруно Ритер фон Хауеншилд – (15 април 1942 – 12 септември 1942 г.)
- Генерал-лейтенант Арно фон Ленски – (12 септември 1942 – 31 януари 1943 г.)
- Генерал на танковите войски Максимилиан Фрайер фон Еделсхайм – (1 март 1943 – 1 август 1944 г.)
- Генерал-майор Густав-Адолф фон Ностиц-Валвиц – (1 август 1944 – 25 март 1945 г.)
- Майор Рудолф фон Кнебел-Дьобериц – (25 март 1945 – 8 май 1945 г.)

## Носители на награди
- Носители на тока за близък бой, златна (13)
- Носители на свидетелство за похвала от главнокомандващия на армията (14)
- Носители на Германски кръст, златен (135)
- Носители на Германски кръст, сребърен (2)
- Носители на почетна кръгла тока на сухопътните части (39)
- Носители на Рицарски кръст (47, включително 6 непотвърдени)
- Носители на румънския орден Михаил Смелия, 3-та степен (1)